# Spikule

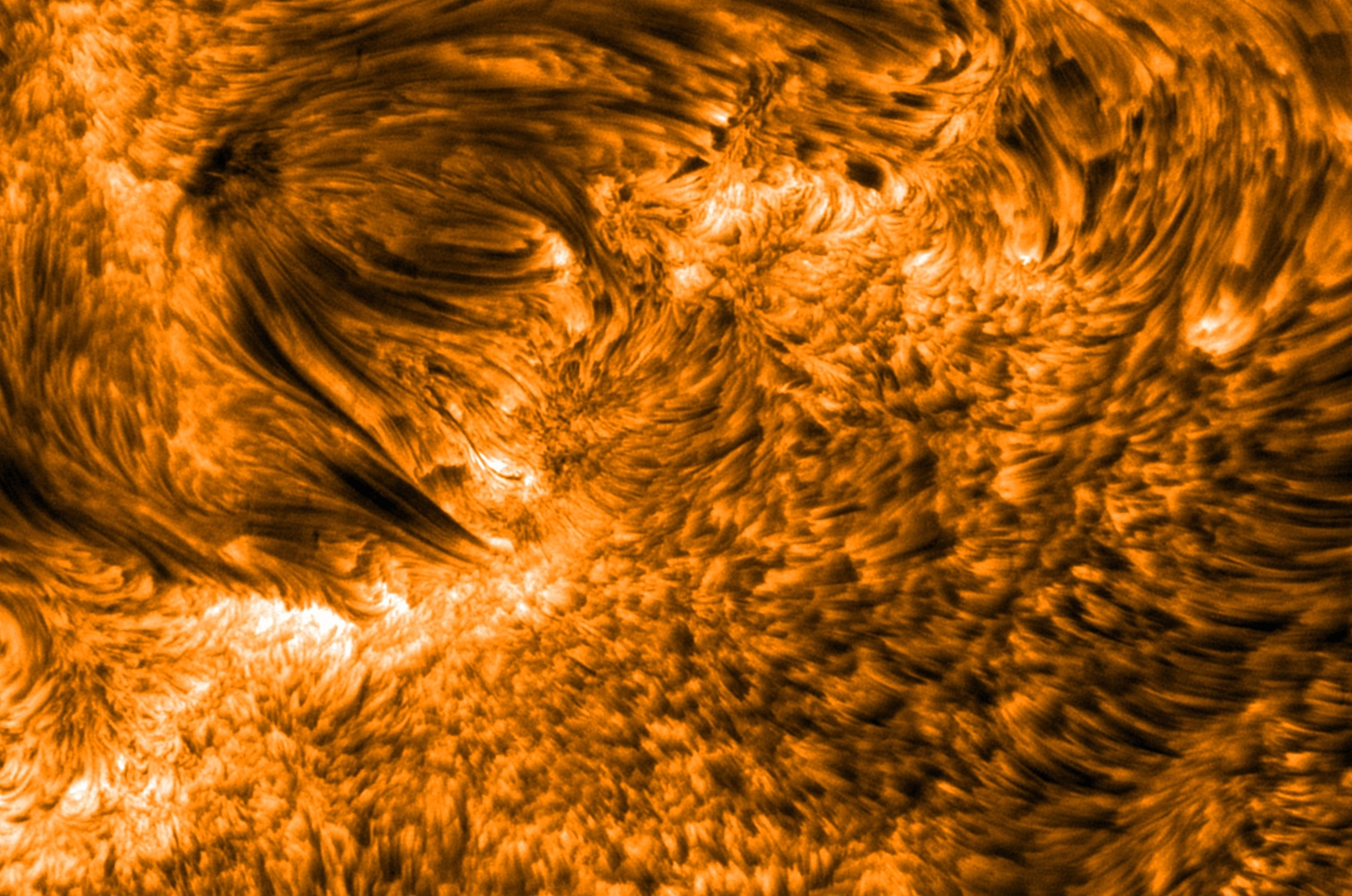
Spikule ve vysokém rozlišení

Spikule (v latině klásky) je v astronomii útvar na povrchu Slunce, který začíná ve fotosféře a sahá přes chromosféru až do koróny. Spikule jsou dlouhé a široké výtrysky plazmatu z fotosféry. Jsou pokračováním granulí.
Nejsnadněji se spikule pozorují na okraji slunečního disku, ale nacházejí se rovnoměrně po celém disku. Plazma ve spikuli proudí rychlostí 20 až 30 km/s. Stěny spikule jsou tvořeny magnetickými póly. Dosahují výšky 10 až 16 tisíc kilometrů a jejich životnost je jen 5 až 10 minut. Po jejich zániku pravděpodobně 1/3 až 1/2 hmoty dopadne zpět na povrch Slunce. Zbytek hmoty se rozplyne v koroně. Spikule tedy výrazně pomáhají přenosu hmoty z fotosféry do korony. Mezi spikulemi se občas objeví asi čtyřikrát větší útvary - makrospikule. Vyskytují se hlavně v blízkosti slunečních pólů. Předpokládá se, že makrospikule jsou prodlouženým projevem malých erupcí.